# مارك ديون (مصمم)
مارك ديون (بالإنجليزية: Mark Dion)‏ هو فنان تشكيلي أمريكي، ولد في 28 أغسطس 1961 في نيو بدفورد في الولايات المتحدة.